# 兰格蛛属
兰格蛛属为跳蛛科的一个属。此属的模式种为眼兰格蛛(Langerra oculina)。

## 下属物种
- 长跗兰格蛛 Langerra longicymbia Song & Chai, 1991 – 中国
- 眼兰格蛛 Langerra oculina Zabka, 1985 – 中国、越南